# シモノフ修道院

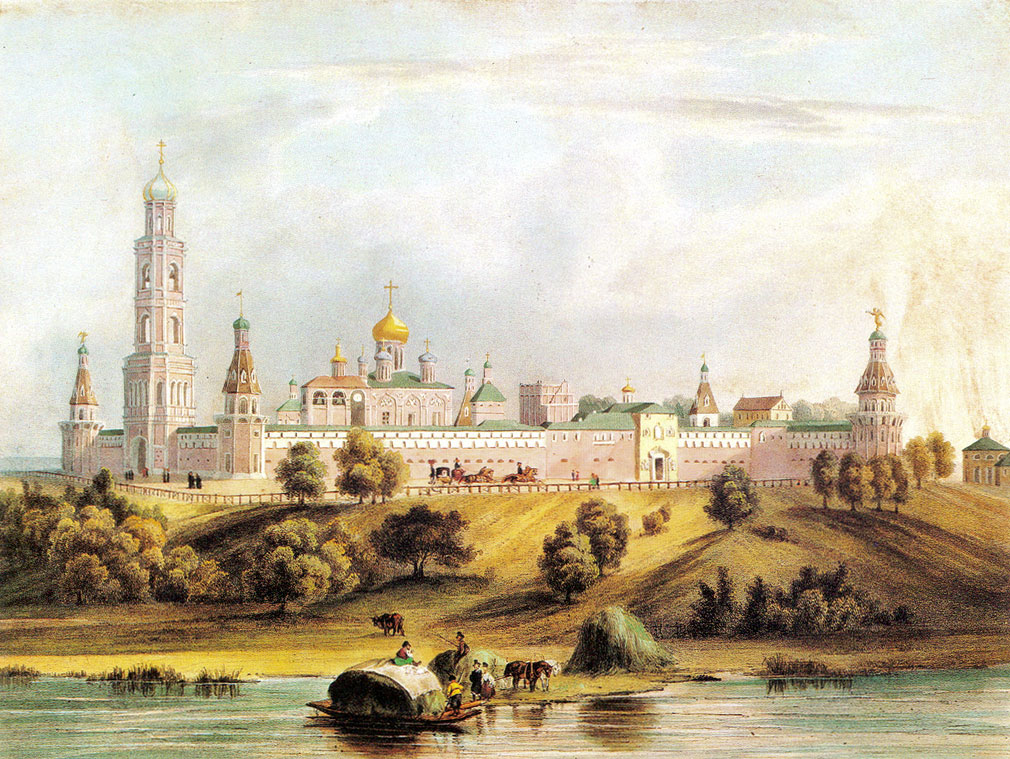
在りし日のシモノフ修道院の全景。19世紀に描かれた水彩画。

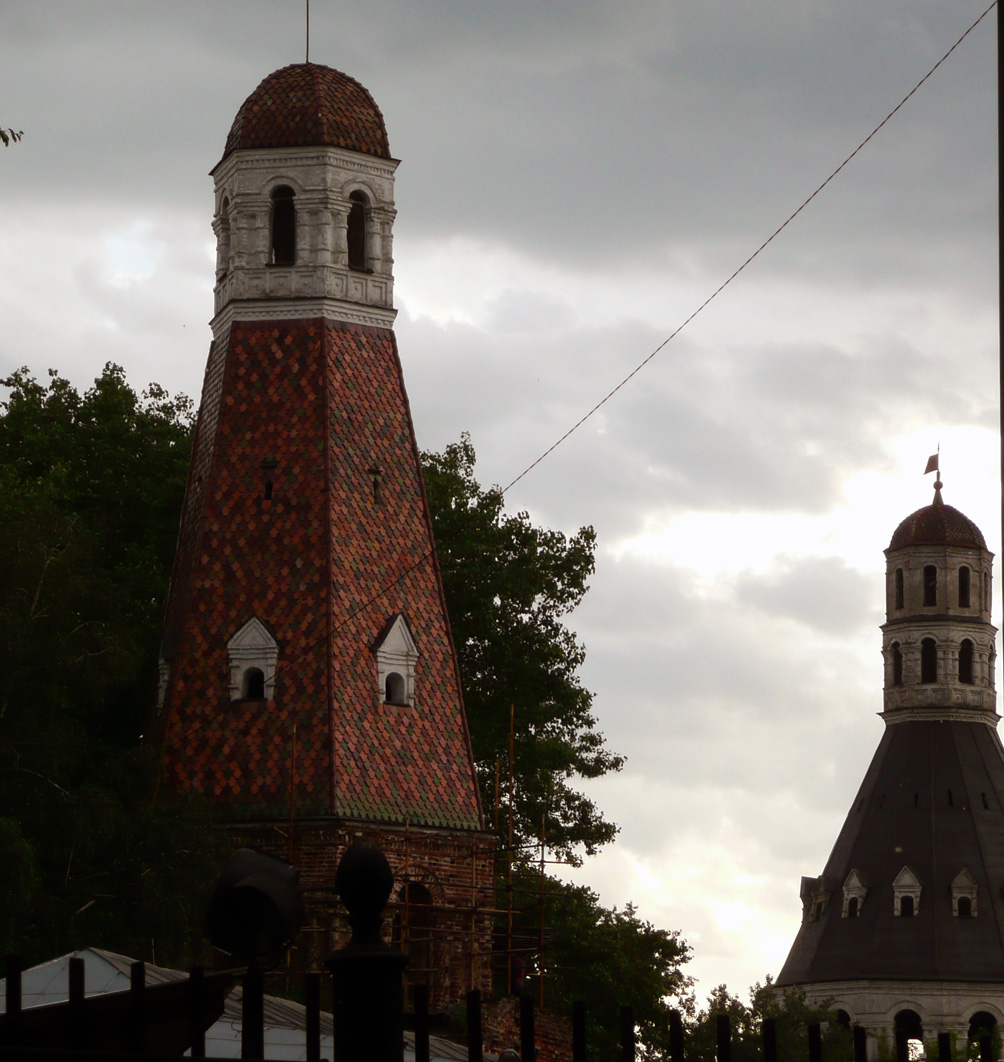
特徴ある修道院の塔は、ロシア各地にも類例が無い。

シモノフ修道院 (シモノフしゅうどういん、ロシア語: Си́монов монасты́рь) は、モスクワにある修道院。ラドネジの聖セルギイの甥であり、かつ弟子であった修道士フェオドルによって、1370年に創建された。

## 概要・歴史
修道院の土地は公式にはセオドロ公国（Principality of Theodoro）のボヤール（boyar）であり、グロヴィン一族の先祖であるシメオン・ホヴリン（Simeon Khovrin）に属していた。彼は修道誓願を修道院内で立て、修道名シモンを授かった（これが修道院の名となった）。彼の子孫達はこの修道院に葬られている。1379年には、修道院は約800メートル東方に移された。元の場所には、クリコヴォの戦いで戦死した兵士たちが埋葬されており、今もなお古いシモノフ教会によってこれが記憶されている。
15世紀を通じて、修道院はモスクワで最も裕福であった。ここに生活していた学識ある修道士たちの中に、ヴァシアン・パトリケエフ（Вассиан Патрикеев）や、マクシム・グレク（Максим Грек）がいる。白い石で出来た大聖堂は1405年に建設されたが、これはイヴァン4世の命令によって拡張された。1640年にはモスクワ南方の防衛のために、修道院は堅牢に要塞化された。複合的建築としての修道院への最後の拡張は巨大な鐘楼であり、モスクワのクレムリンにあるイヴァン大鐘楼に範をとったものであった。
修道院はボリシェヴィキによって1923年に解散させられ、その後ほどなくして殆どの建物が自動車工場への道を開けるために破壊された。残った建物は全てが17世紀に起源を持つものであり、大砲のような形状をしている3つの塔と、モスクワ・バロック様式で建てられた補助的な建造物である。最近、モスクワ市当局は、修道院の完全な形での復元計画を発表した。
いくつかの情報源によれば、1990年に、修道院の建物の一部はソ連文化省からロシア正教会に移り、耳の聞こえない人々で構成される正教会の共同体に移り、設備の復元・再建工事には彼等が従事した。復興後の最初の奉神礼は1992年に行われた。

## ギャラリー

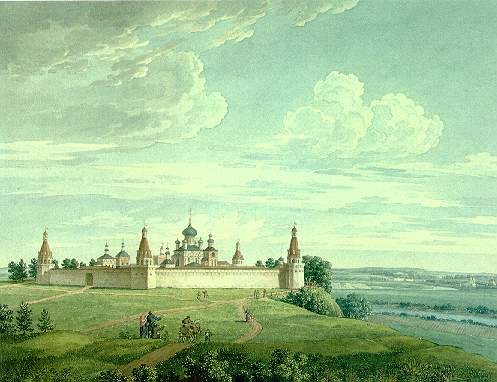
ラヴロフ（И.А.Лавров）による、1810年代の修道院全景
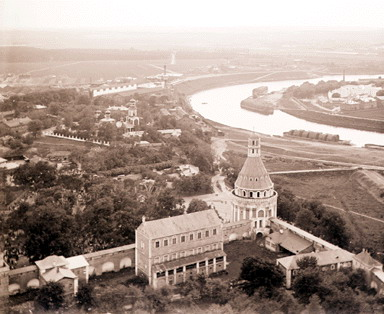
修道院の鐘楼から修道院とその周辺を見下ろした、1895年の景色
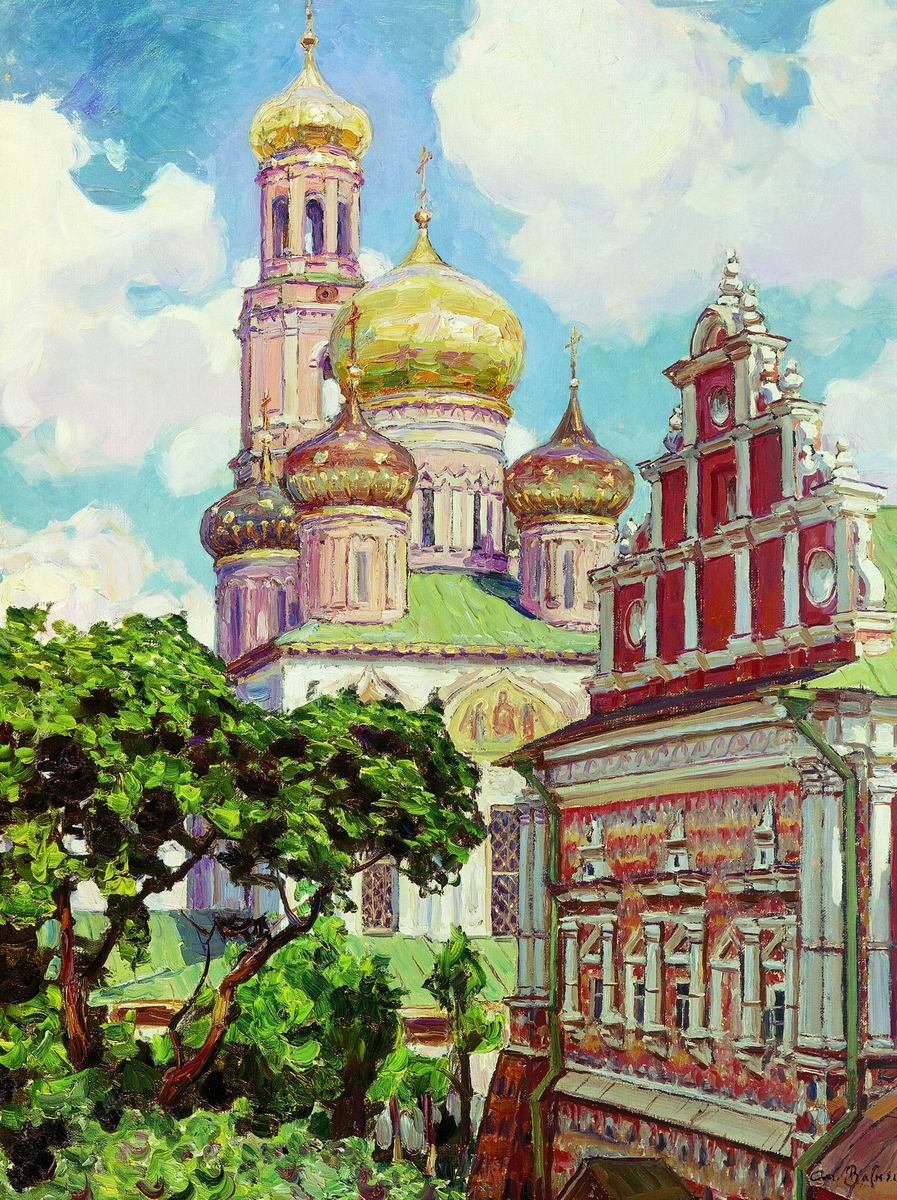
ヴィクトル・ヴァスネツォフによる、1927年に描かれた絵画。
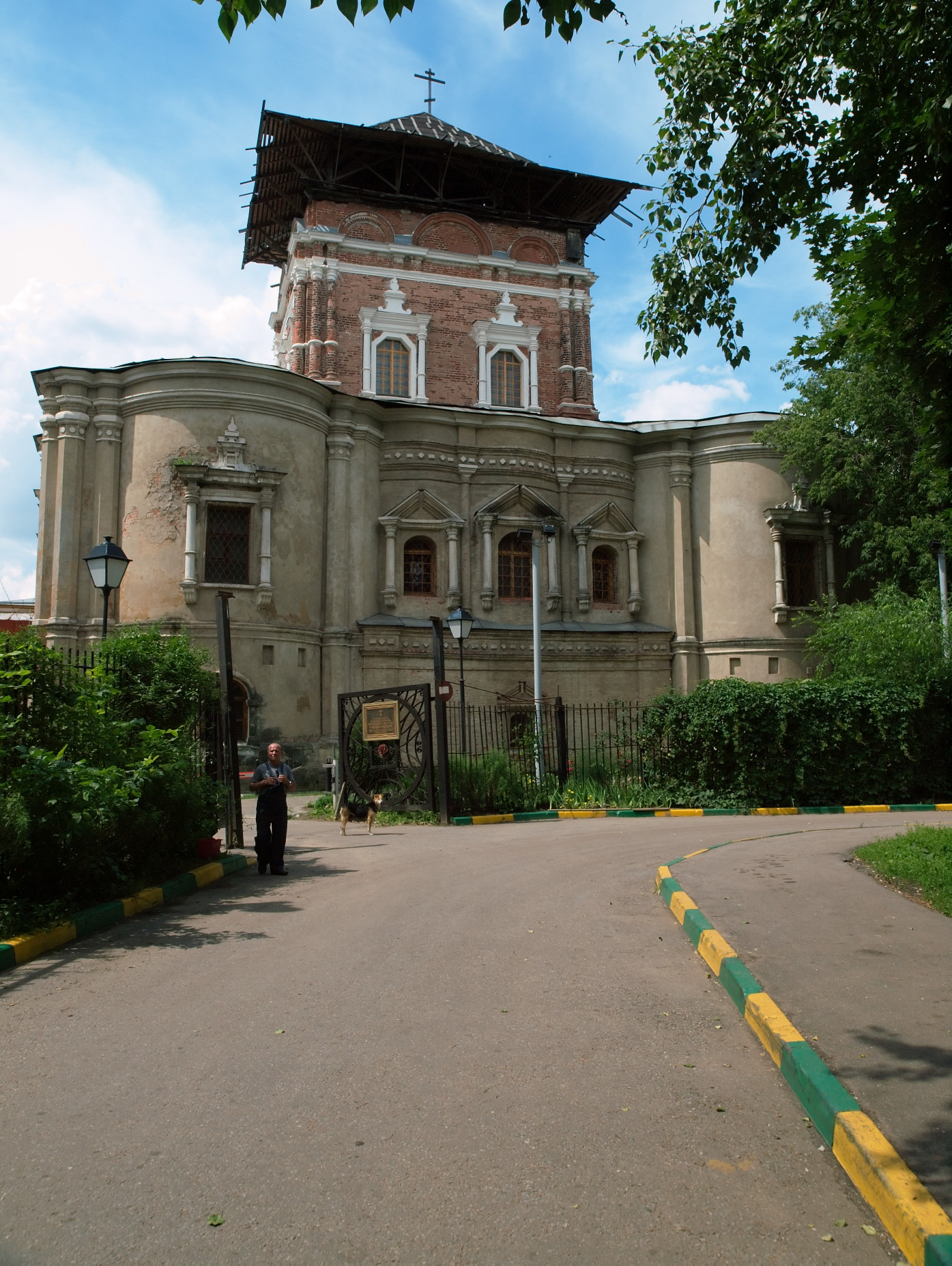
今日も残るシモノフ教会（2008年6月）